# Tümen-Öldzijn Mönchbajar
Tümen-Öldzijn Mönchbajar (ur. 27 sierpnia 1973) – mongolski zapaśnik w stylu wolnym. Olimpijczyk z Sydney 2000, gdzie zajął dziewiętnaste miejsce w kategorii 76 kg.
Trzykrotny uczestnik mistrzostw świata, piąty w 1998. Siódmy na igrzyskach azjatyckich w 1998. Brązowy medalista igrzysk wschodniej Azji w 1997 i piąty w 2001. Srebrny medalista mistrzostw Azji w 1997 i 2000. Piąty w Pucharze Świata w 2002 roku.